# Jean Baptiste Charles Belanger

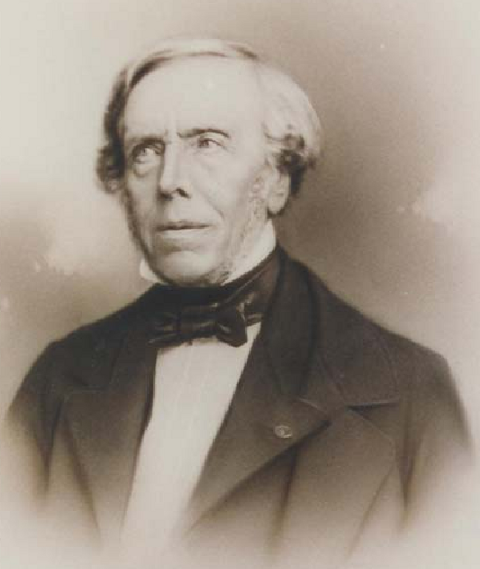
Jean Baptiste Belanger

Jean Baptiste Charles Belanger (ur. w 1790, zm. w 1871) – francuski inżynier, matematyk i hydromechanik. Profesor École polytechnique w Paryżu. Jednym z jego najważniejszych dokonań było opracowanie teorii przepływu nieustalonego cieczy rzeczywistych. Był autorem prac związanych z kolejnictwem. Projektował linię kolejową Paryż – Havre.
Jego nazwisko pojawiło się na liście 72 nazwisk na wieży Eiffla.